# 7204 Ондрейов
7204 Ондрейов (7204 Ondřejov) — астероїд головного поясу, відкритий 3 квітня 1995 року.
Тіссеранів параметр щодо Юпітера — 3,367.